# Vučija
Vučija (en serbe cyrillique : Вучија) est un village de Bosnie-Herzégovine. Il est situé sur le territoire de la ville de Trebinje et dans la république serbe de Bosnie. Selon les premiers résultats du recensement bosnien de 2013, il compte 37 habitants.

## Géographie
Le village est situé au nord des monts Orjen, à la frontière entre la Bosnie-Herzégovine et le Monténégro.
Il est entouré par les localités suivantes :
|                         | Aranđelovo                   |                                           |
| Skočigrm Donji Orahovac | Vučija                       | Nudo (municipalité de Nikšić, Monténégro) |
|                         | Frontière avec le Monténégro |                                           |

## Histoire
Sur le territoire du village se trouve un pont sur la rivière Sušica inscrit sur la liste provisoire des monuments nationaux de Bosnie-Herzégovine.

## Démographie

### Évolution historique de la population dans la localité
| 1948 | 1953 | 1961 | 1971 | 1981 | 1991 | 2013 |
| ---- | ---- | ---- | ---- | ---- | ---- | ---- |
| -    | -    | 82   | 71   | 63   | 59   | 37   |

|  |

### Répartition de la population par nationalités (1991)
En 1991, les 59 habitants du village étaient tous serbes.